# 25938 Stoch
25938 Stoch este o planetă minoră (asteroid), cu un diametru de 15,43 km, din Asteroid troian al lui Jupiter. A fost descoperită pe 16 februarie 2001 la Experimental Test Site⁠(d) de Lincoln Near-Earth Asteroid Research și a fost numită după Kamil Stoch. 
Obiectul prezintă o orbită caracterizată de o semiaxă mare de 5,1362104 UAi, o excentricitate de 0,1638043, o înclinație de 12,77025 ° în raport cu ecliptica.